# Abdelkader Amar
Abdelkader Amar est un footballeur français né le 25 mai 1914 à Hammam Bou Hadjar et mort le 25 novembre 1974 à Roanne. Il évolue au poste de défenseur au cours des années 1940 .

## Biographie
Il joue principalement à  l'AS Saint-Étienne, notamment durant la 2e guerre mondiale. Il avait joué auparavant à Boulogne. Après son passage à l'AS Saint-Étienne, il rejoint l'OGC Nice pour une saison.

## Statistiques
- 139 matchs et 3 buts en Division 1
- 18 matchs et 1 buts en Coupe de France entre 1940 et 1947